# Il mistero del poeta
Il mistero del poeta è un romanzo di Antonio Fogazzaro, pubblicato nel 1888.

## Trama
Ambientato in una Norimberga del tutto irreale, il romanzo narra dell'amore fra un poeta e una dolce ragazza inglese, Violet Yves, di delicatissima salute; dopo diversi ostacoli, i due si sposano ma Violet muore durante il viaggio di nozze. L'artificiosità della vicenda, il sentimentalismo esasperato e il tema che Fogazzaro ha voluto esprimere - l'impossibilità su questa terra dell'amore, che acquista significato soltanto in un'altra vita, insieme alla necessità della rinuncia - danno al romanzo un'aura vaga di inverosimiglianza.